# معلومات سرية

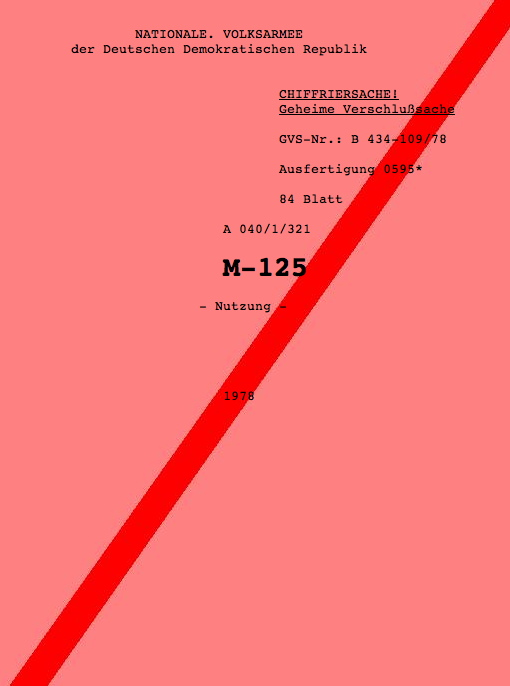
صورة لصفحة الغلاف من دليل التشغيل الشرقي الألماني لجهاز التشفير M-125 فيالكا.

المعلومات السرية هي مواد تعتبرها هيئة حكومية معلومات حساسة يجب حمايتها. والوصول إليها مقيد بموجب القانون أو اللوائح، ويصل إليها مجموعات معينة من الأشخاص الذين لديهم التصريح الأمني اللازم ويحتاجون إلى المعرفة، ويمكن أن يؤدي سوء استخدام المواد إلى عقوبات جنائية.
يطلب تصريح أمني رسمي لعرض المستندات السرية أو التعامل معها أو الوصول إلى البيانات السرية. وتتطلب عملية التصريح تحقيقًا مقنعًا حول الخلفية. ويجب وضع علامة «من قبل مقدم الطلب» على المستندات والمعلومات الأخرى بشكل صحيح باستخدام أحد مستويات الحساسية (الهرمية) المتعددة، مثل: مقيدة وخاصة وسرية وسرية للغاية. ويعتمد اختيار المستوى على تقييم الأثر؛ والحكومات لديها معاييرها الخاصة، بما في ذلك كيفية تحديد تصنيف أصل المعلومات والقواعد الخاصة بكيفية حماية المعلومات السرية على كل مستوى. غالبًا ما تتضمن هذه العملية تصاريح أمنية للأفراد الذين يتعاملون مع المعلومات.
تقوم بعض الشركات والمنظمات غير الحكومية أيضًا بتعيين مستويات من الحماية لمعلوماتها الخاصة، إما بسبب الرغبة في حماية الأسرار التجارية، أو بسبب القوانين واللوائح التي تحكم مختلف الأمور مثل الخصوصية الشخصية والإجراءات القانونية المختومة وتوقيت نشر المعلومات المالية.
مع مرور الوقت، يمكن أن تصبح الكثير من المعلومات السرية أقل حساسية، ويمكن رفع السرية عنها ونشرها على الملأ. منذ أواخر القرن العشرين، كان هناك تشريع بشأن حرية المعلومات في بعض البلدان، إذ يُعتبر للجمهور الحق في الحصول على جميع المعلومات التي لا تعتبر ضارة في حالة الإفراج عنها. في بعض الأحيان يجري الإفراج عن وثائق مع المعلومات التي لا تزال تعتبر سرية محجوبة (منقوصة).
السؤال موجود بين بعض خبراء العلوم السياسية والقانونية، هل يجب أن يكون تعريف المعلومات السرية عبارة عن معلومات من شأنها إلحاق الضرر بقضية العدالة وحقوق الإنسان وما إلى ذلك، بدلًا من المعلومات التي من شأنها إلحاق الضرر بالمصلحة الوطنية، للتمييز عندما يكون تصنيف المعلومات في المصلحة الجماعية لمجتمع عادل أو لمجرد المصلحة الفضلى لمجتمع يتصرف بشكل غير عادل، لحماية شعبه أو حكومته أو مسؤوليه الإداريين من الموارد المشروعة المتوافقة مع عقد اجتماعي عادل ومنصف.

## التصنيف الحكومي
الغرض من التصنيف هو حماية المعلومات. والتصنيفات الأعلى تحمي المعلومات التي قد تعرض الأمن القومي للخطر. يُضفي التصنيف الطابع الرسمي على ما يشكل «سر دولة» ويمنح مستويات مختلفة من الحماية بناءً على الضرر المتوقع الذي قد تسببه المعلومات في الأيدي الخطأ.
ومع ذلك، كثيرًا ما يجري «تسريب» المعلومات السرية للصحفيين من قبل المسؤولين لأغراض سياسية. وقد سرب العديد من رؤساء الولايات المتحدة معلومات حساسة لإيصال وجهة نظرهم للجمهور.

## مستويات التصنيف النموذجية
على الرغم من أن أنظمة التصنيف تختلف من بلد إلى آخر، إلا أن معظمها يحتوي على مستويات تتوافق مع التعريفات البريطانية التالية (من أعلى مستوى إلى أدنى مستوى).

### السري للغاية (تي إس)
سري للغاية هو أعلى مستوى للمعلومات السرية. وتقسم المعلومات بشكل أكبر بحيث يكون الوصول المحدد باستخدام كلمة مشفرة بعد سري للغاية طريقة قانونية لإخفاء المعلومات الجماعية والمهمة. مثل هذه المواد يمكن أن تسبب «ضررًا جسيمًا بشكل استثنائي» للأمن القومي إذا نُشرت للجمهور. قبل عام 1942، استخدمت المملكة المتحدة وأعضاء آخرون في الإمبراطورية البريطانية تصنيف الأكثر سرية، ولكن تغير ذلك لاحقًا لمطابقة اسم فئة الولايات المتحدة «سري للغاية» من أجل تبسيط إمكانية التشغيل البيني للحلفاء.
ذكرت صحيفة واشنطن بوست في تحقيق بعنوان توب سكرت أمريكا أنه اعتبارًا من عام 2010، «هناك ما يقدر بـ 854000 شخص، لديهم تصاريح أمنية لمعلومات سرية للغاية» في الولايات المتحدة.

### السري
المواد السرية من شأنها أن تسبب «ضررًا جسيمًا» للأمن القومي إذا كانت متاحة للجمهور.
في الولايات المتحدة، يمكن تمييز المعلومات «السرية» التشغيلية بعلامة «LIMDI» إضافية للحد من تداولها.

### الخاص
من شأن المواد الخاصة أن تسبب «ضررًا» أو إزعاجًا للأمن القومي إذا كانت متاحة للجمهور.

### المقيد
المواد المقيدة قد تسبب «تأثيرات غير مرغوب فيها» إذا كانت متاحة للجمهور. بعض البلدان ليس لديها مثل هذا التصنيف في القطاعات العامة، مثل الصناعات التجارية. يُعرف هذا المستوى أيضًا باسم «المعلومات الخاصة».

### الرسمي
تشكل المواد الرسمية (المكافئة لتصنيف وزارة الدفاع الأمريكية FOUO - للاستخدام الرسمي فقط) عمومية الأعمال الحكومية وتقديم الخدمات العامة والنشاط التجاري. ويتضمن ذلك مجموعة متنوعة من المعلومات، ذات الحساسيات المتفاوتة، وعواقب مختلفة ناتجة عن التسوية أو الخسارة. يجب تأمين المعلومات الرسمية ضد نموذج تهديد مشابه إلى حد كبير لتلك التي تواجهها شركة خاصة كبيرة.
حل التصنيف الرسمي للحساسية محل التصنيف المقيد في أبريل عام 2014 في المملكة المتحدة؛ ويشير «رسمي» إلى العلامة «غير سري» المستخدمة سابقًا.

### غير السري
غير السري من الناحية التقنية ليس مستوى تصنيف، ولكن هذه سمة من سمات بعض مخططات التصنيف، المستخدمة للوثائق الحكومية التي لا تستحق تصنيفًا معينًا أو التي جرى رفع السرية عنها. وذلك لأن المعلومات منخفضة التأثير، وبالتالي لا تتطلب أي حماية خاصة، مثل تحري الأفراد.
يوجد عدد كبير من التصنيفات الزائفة تحت هذه الفئة.

### التصريح
التصريح هو تصنيف عام، يتضمن مجموعة متنوعة من القواعد التي تتحكم في مستوى الإذن المطلوب لعرض بعض المعلومات السرية، وكيفية تخزينها ونقلها وإتلافها. بالإضافة إلى ذلك، الوصول مقيد على أساس «الحاجة إلى المعرفة». وإن مجرد امتلاك تصريح لا يخول الفرد تلقائيًا عرض جميع المواد السرية على هذا المستوى أو أقل من ذلك المستوى. يجب على الفرد تقديم «حاجة إلى المعرفة» مشروعة بالإضافة إلى المستوى المناسب للتصريح.

### المعلومات المجزأة
بالإضافة إلى مستويات التصنيف العامة القائمة على المخاطر، توجد قيود إضافية مجزأة على الوصول، مثل (في الولايات المتحدة) الاستخبارات الخاصة (إس أي)، التي تحمي مصادر وأساليب الاستخبارات، لا يوجد نشر خارجي (NOFORN)، ما يقيد النشر ضمن مواطني الولايات المتحدة، والنشر المراقب المنشئ (ORCON)، والذي يضمن أن المنشئ يمكنه تتبع مالكي المعلومات. عادةً ما يجري تمييز المعلومات الموجودة في هذه الأجزاء بكلمات رئيسية محددة بالإضافة إلى مستوى التصنيف.
غالبًا ما تحتوي المعلومات الحكومية حول الأسلحة النووية على علامة إضافية لإثبات أنها تحتوي على مثل هذه المعلومات (معلومات تصميم الأسلحة النووية الحرجة).

## دوليًا
عندما تقوم وكالة أو مجموعة حكومية بمشاركة المعلومات بين وكالة أو مجموعة من حكومة بلد آخر، فإنها ستستخدم عمومًا مخطط تصنيف خاص وافق الطرفان سابقًا على احترامه.
مثال، توضع العلامة ATOMAL (ذري) على البيانات المقيدة بالولايات المتحدة أو البيانات المقيدة مسبقًا والمعلومات الذرية الخاصة بالمملكة المتحدة التي ترسل إلى الناتو. والمعلومات الذرية ATOMAL تصنف بمعلومات كونية ذرية سرية للغاية (CTSA)، أو الناتو السرية الذرية (NSAT) أو الناتو الخاصة الذرية (NCA).